# Берроген-Ларёнс
Берроге́н-Ларёнс (фр. Berrogain-Laruns) — коммуна во Франции, находится в регионе Аквитания. Департамент — Атлантические Пиренеи. Входит в состав кантона Монтань-Баск. Округ коммуны — Олорон-Сент-Мари.
Код INSEE коммуны — 64115.

## География
Коммуна расположена приблизительно в 680 км к югу от Парижа, в 180 км южнее Бордо, в 45 км к западу от По.
На западе коммуны протекает река Сезон.

### Климат
Климат тёплый океанический. Зима мягкая, средняя температура января — от +5°С до +13°С, температуры ниже −10 °C бывают редко. Снег выпадает около 15 дней в году с ноября по апрель. Максимальная температура летом порядка 20-30 °C, выше 35 °C бывает очень редко. Количество осадков высокое, порядка 1100 мм в год. Характерна безветренная погода, сильные ветры очень редки.

## Население
Население коммуны на 2010 год составляло 106 человек.
| 1962 | 1968 | 1975 | 1982 | 1990 | 1999 | 2010 |
| ---- | ---- | ---- | ---- | ---- | ---- | ---- |
| 126  | 116  | 139  | 128  | 142  | 136  | 106  |

## Администрация
| Период | Период | Фамилия             | Партия | Примечания |
| ------ | ------ | ------------------- | ------ | ---------- |
| 1995   | 2008   | Жан-Батист Гонсалес |        |            |
| 2008   | 2020   | Тьерри Перро        |        |            |

## Экономика
В 2010 году среди 82 человек трудоспособного возраста (15-64 лет) 61 были экономически активными, 21 — неактивными (показатель активности — 74,4 %, в 1999 году было 70,5 %). Из 61 активных жителей работали 56 человек (31 мужчина и 25 женщин), безработных было 5 (2 мужчин и 3 женщины). Среди 21 неактивных 4 человека были учениками или студентами, 8 — пенсионерами, 9 были неактивными по другим причинам.

## Фотогалерея

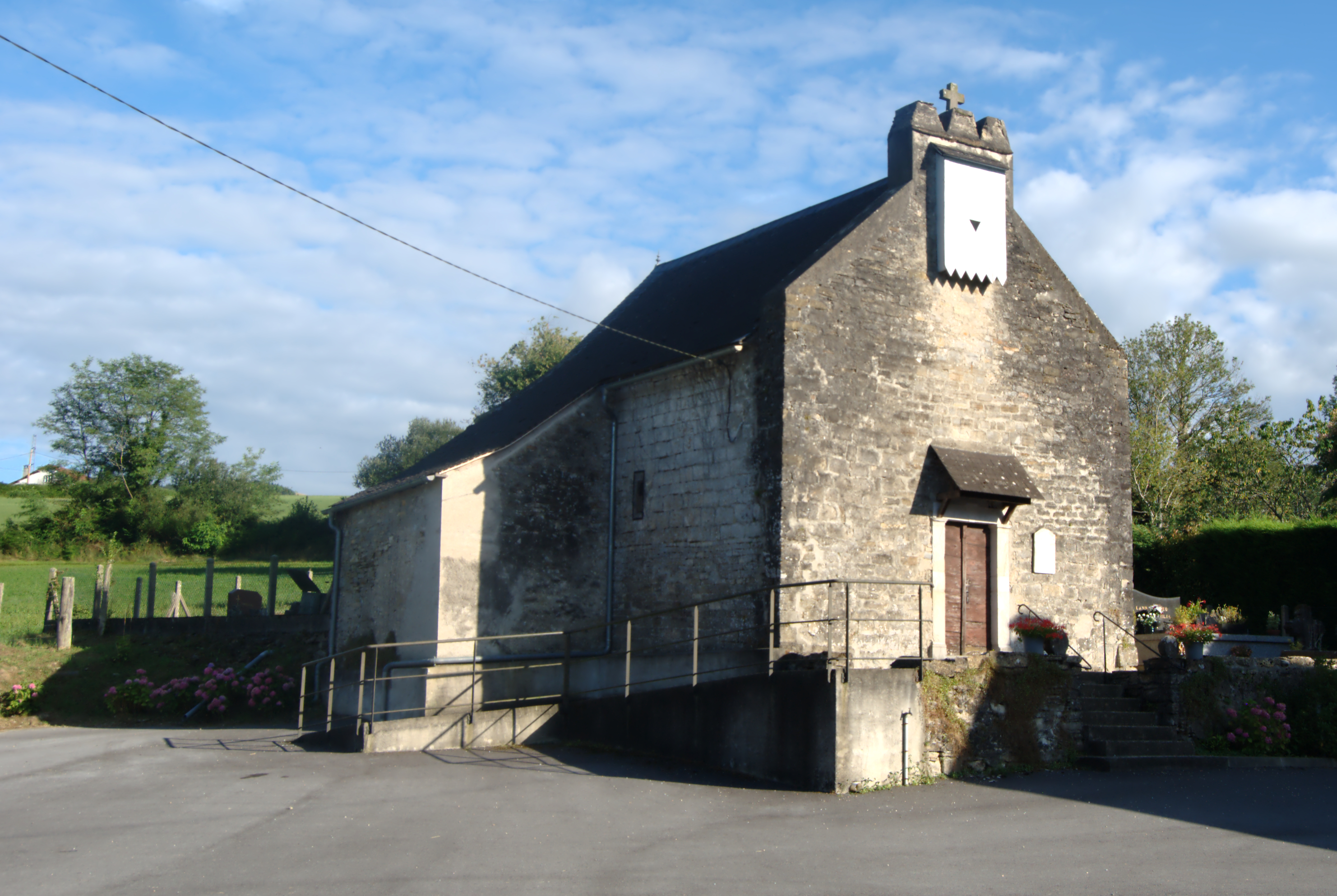
Церковь
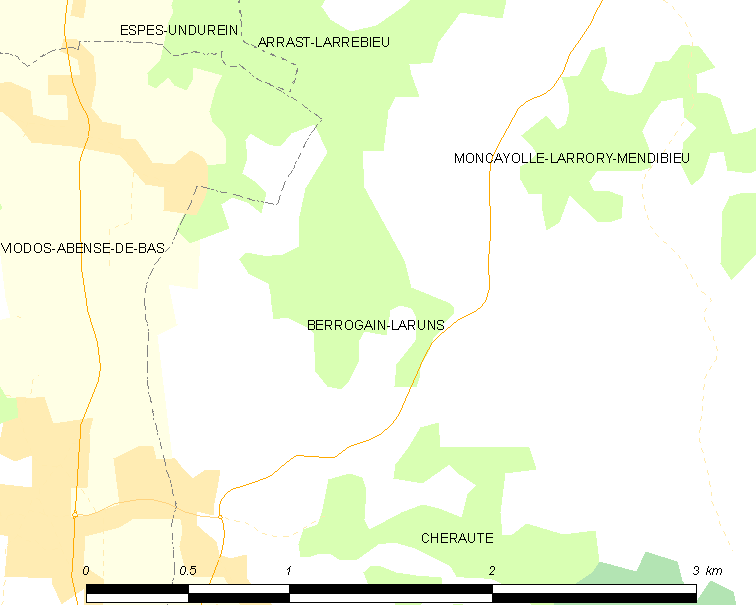
Карта коммуны